# Natuurgebied 't Weegje
Natuurgebied 't Weegje is een natuur- en recreatiegebied gelegen in het uiterste zuiden van de Nederlandse gemeente Waddinxveen tussen de Ringvaart van de Zuidplaspolder, de Spoorlijn Gouda - Alphen aan den Rijn en de Gouwe. De veenplas 't Weegje ligt binnen dat gebied.

## Geschiedenis
In 1955 maakte de gemeente Waddinxveen plannen om de buurt 't Weegje in te richten voor recreatie. Het betrof het gebied van 60 ha ten zuiden van Waddinxveen tussen de Ringvaart, de rivier de Gouwe en de spoorlijn Gouda - Alphen aan den Rijn.
In 1957 is de gemeente Waddinxveen begonnen met de aankoop van een boerderij van 30 ha. Er zijn vervolgens besprekingen geweest met Gedeputeerde Staten
en is de veenplas 't Weegje met een groot aantal gronden gekocht.
In 1965 werd er plan voor subsidie ingediend. Het plan was echter te veel van lokale aard en maakte geen deel uit van een groter geheel,
waardoor de subsidieaanvraag werd afgewezen.
In 1967 hebben de gemeenten Gouda, Reeuwijk en Waddinxveen en de provincie Zuid-Holland het Recreatieschap Reeuwijkse Plassen en omstreken opgericht.
Het recreatieschap kreeg onder andere het eigendom en beheer over het te ontwikkelen recreatiegebied. Er was een belangrijke plaats ingeruimd voor de watersport, omdat
de veenplas voor de hengelsport van groot belang was. Verder waren er plannen om rond de plas ook speel- en ligweiden en een restaurant te realiseren.
Nadat de subsidieaanvraag ditmaal wel was goedgekeurd konden vanaf 1971 de plannen in fasen uitgevoerd worden.
De toegang tot het gebied werd verbeterd en er werd een parkeerplaats voor ca. 80 auto's aangelegd.
Sportvissers kregen de gelegenheid om een bootje huren.
Aan de noordelijke oever van de plas werd bewust geen pad aangelegd om de sportvissers een rustige plek aan of op het water te bieden.
Een oud weidemolentje werd opgesteld dat een functie kreeg in het waterbeheer.
De geïsoleerd liggende weilanden werden bestemd tot vogelreservaat.
In 1977 was ruim 40 ha van het gebied, het gedeelte tussen de Ringvaart en de Wilhelminakade, ingericht als het Natuur- en Recreatiegebied 't Weegje. De kosten bedroegen ca. ƒ 1.000.000,-
Het gebied ten oosten van de Wilhelminakade werd ingericht voor rustige landrecreatie en kreeg de naam Recreatieterrein Wilhelminakade.
In 2014 is het recreatieschap Reeuwijkse Plassen opgeheven en ging het eigendom en beheer van 't Weegje over naar Groenalliantie Midden-Holland en omstreken.
Er vond een herinrichting van het gebied plaats waarbij het oorspronkelijke recreatieterrein Wilhelminakade een deelgebied van 't Weegje werd.

## Herkomst naam
Natuurgebied 't Weegje heeft zijn naam te danken aan de gelijkname veenplas binnen dat gebied.
De naam 't Weegje is afkomstig van een vroeger ambacht, waarvan de oudste vermelding uit 1139 stamt.

## Kenmerken

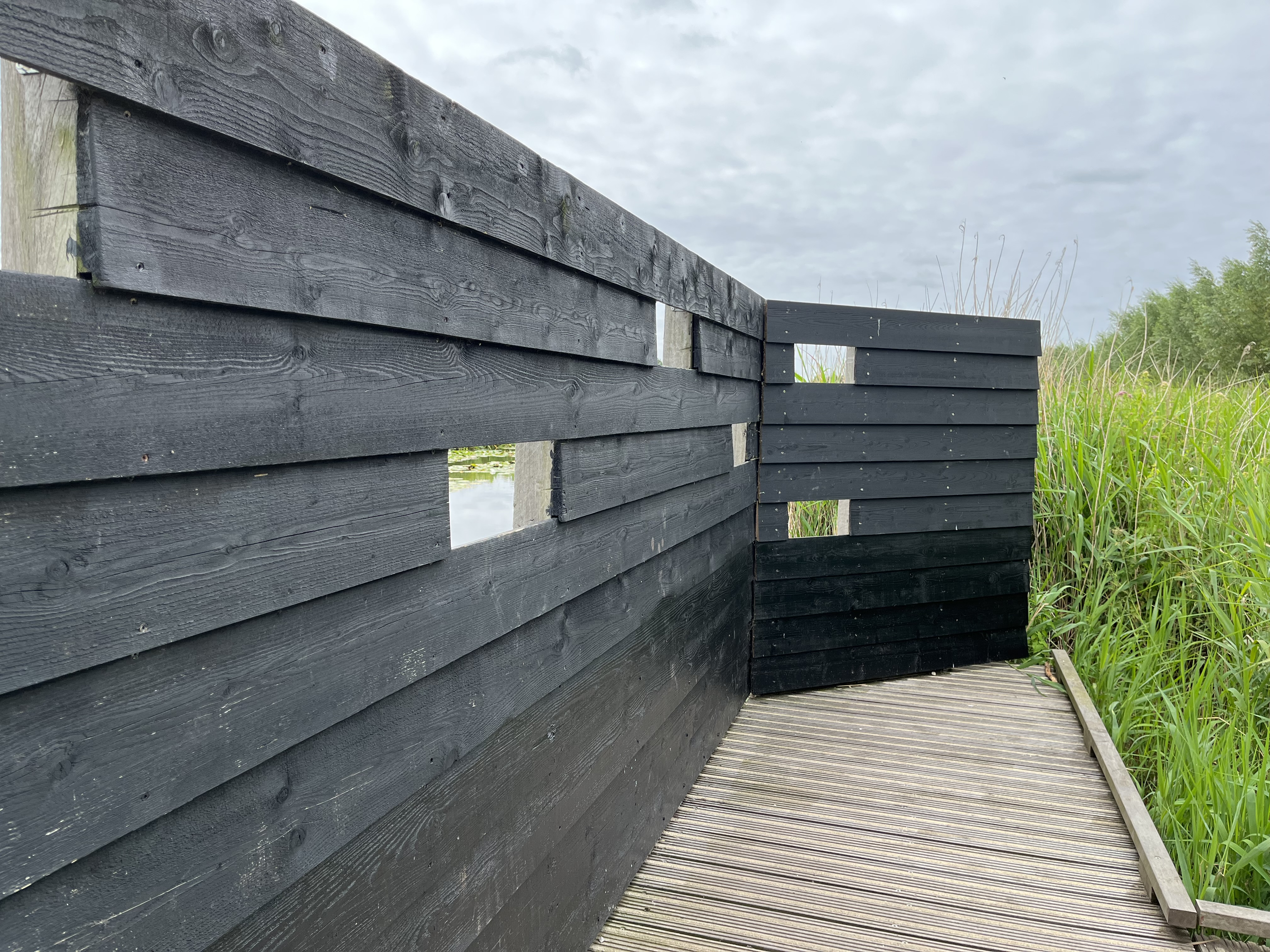
Vogelkijkscherm met uitzicht op het plas-drasgebied

't Weegje is een half-besloten en waterrijk gebied met hoge ecologische waarden. Een afwisseling van bos, water, open groen en een kleine zandstrook langs het water. Het is een gras- en moerasachtig gebied met voet-, fiets- en natuurpaden. Het gebied kent een grote diversiteit aan flora en fauna. Wintergasten zoals meeuwen en stormvogels gebruiken de plas als rust- en foerageergebied. In de winter en het voorjaar zijn hier veel grutto's te zien. Verder zie je hier onder andere blauwe reigers, aalscholvers, kieviten, tureluurs, futen en zwarte sterns. In het noorden van het gebied staat een vogelkijkscherm dat de mogelijkheid biedt om de vogels te observeren. Het kijkt uit op het plas-drasgebied.
Binnen het programma Kwaliteitsimpuls van Groenalliantie Midden-Holland zijn er plannen om het centrale gedeelte aan te laten sluiten met het noordoostelijke deelgebied.
Het deel tussen de sporen is het eigendom van ProRail. Het realiseren van een goede wandelverbinding via dat deel naar de zuidoostelijk gelegen Oostpolder is mede daardoor niet haalbaar.
Jaarlijks wordt het gebied bezocht door circa 130.000 unieke bezoekers, waarvan 60 procent uit de directe omgeving komt. Onder de bezoekers zijn veel wandelaars, fietsers, vissers en hondenuitlaters. Ook natuurliefhebbers, waaronder veel vogelaars, zijn in het gebied te vinden. Zo organiseert Natuurorganisatie IVN, afdeling IJssel en Gouwe, regelmatig excursies in het gebied. en hield de Koninklijke Nederlandse Natuurhistorische Vereniging (KNNV) in 2017 een inventarisatie van 3 locaties in 't Weegje. In totaal werden er 26 weekdiersoorten gevonden.

## Eigendom en beheer
Sinds mei 2014 is Groenalliantie Midden-Holland eigenaar en beheerder van 't Weegje. De taken rondom beheer en onderhoud worden door Staatsbosbeheer uitgevoerd. Hiervoor is in 2018 een samenwerkingsovereenkomst gesloten.

## Het Praathuis

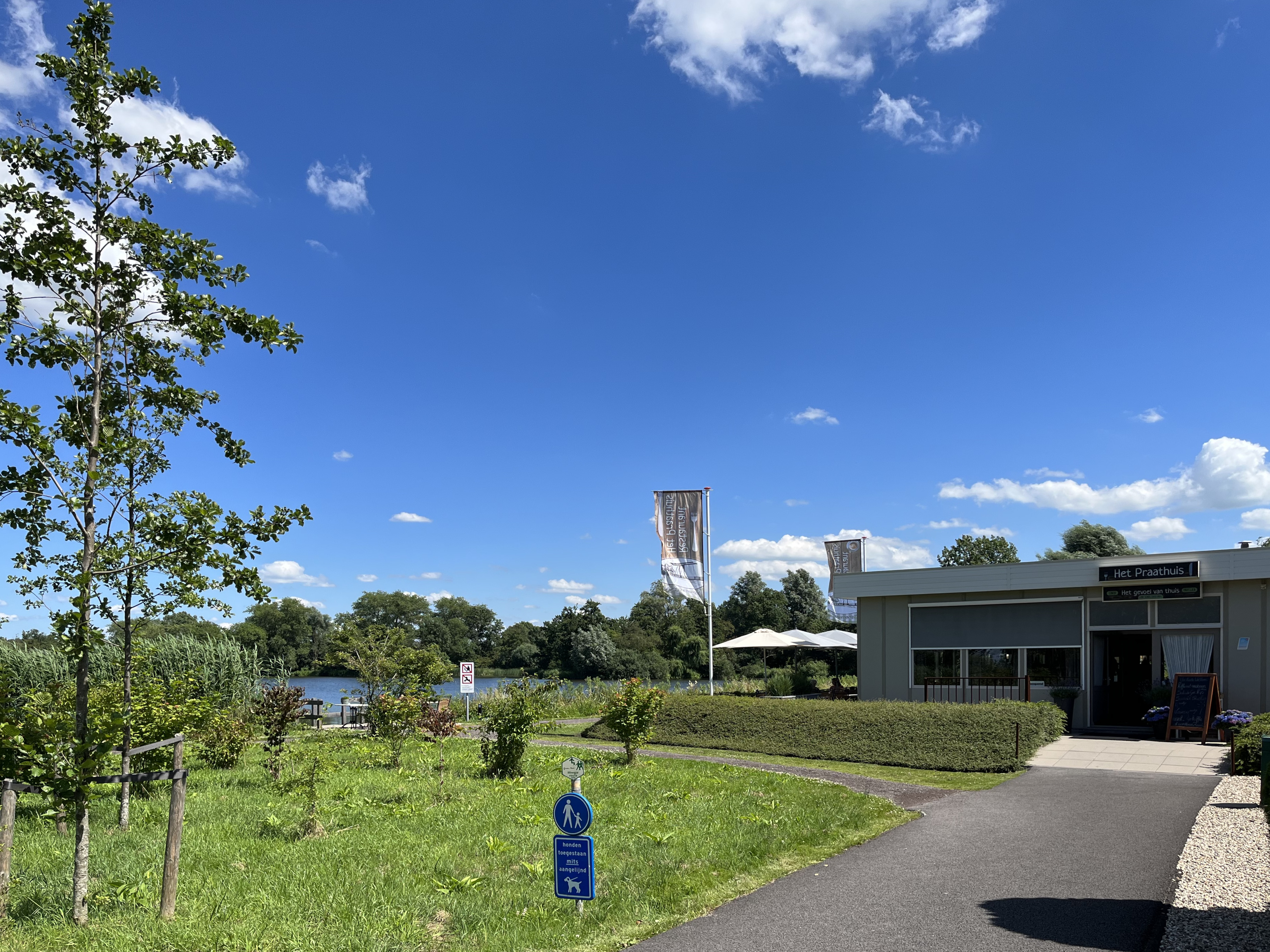
Het restaurant Het Praathuis bij de ingang 't Weegje

Bij de ingang van 't Weegje ligt het restaurant Het Praathuis. Het restaurant is in 1978/1979 gebouwd.
Vanaf 1944 exploiteerde de heer B. Rozendaal samen met zijn echtgenote al een koffiehuis bij de veenplas 't Weegje, waarvoor een voormalig bedrijfsgebouw van de Rotterdamse Verkeersdienst gebruikt werd. Daar verhuurde hij roeiboten aan sportvissers die op de veenplas wilden vissen. Ook gaf Rozendaal, die als beroepsvisser het volledige visrecht had op de plas, visvergunningen uit.
Het voormalige bedrijfsgebouw werd in 1969 gerestaureerd om het toenemend aantal sportvissers op te kunnen vangen.
Op 27 mei 1970 heeft burgemeester C.A. van der Hooft het gebouw geopend en in beheer overgedragen aan de heer C.A. Berkhout, die daar een theehuis ging runnen. Het theehuis kreeg de naam "Het Praathuis", vernoemd naar Het Praathuis uit de televisieserie De Fabeltjeskrant.
Met de aanleg van het recreatiegebied steeg het aantal recreanten en ontstond er de behoefte aan een nieuw restaurant. De eerste paal voor het nieuwe restaurant, dat binnen 80 zitplaatsen en op het terras 60 zitplaatsen zou krijgen, werd op 10 september 1978 geslagen. Op 30 mei 1979 werd het nieuwe restaurant dat ook de naam Het Praathuis kreeg, door wethouder mevrouw L.M. Oosterbroek-Waagmeester officieel geopend.
Het voormalige Praathuis, dat sinds de zomer van 1979 leeg stond, brandde op 23 januari 1980 vermoedelijk door brandstichting geheel af.

## Fotogalerij

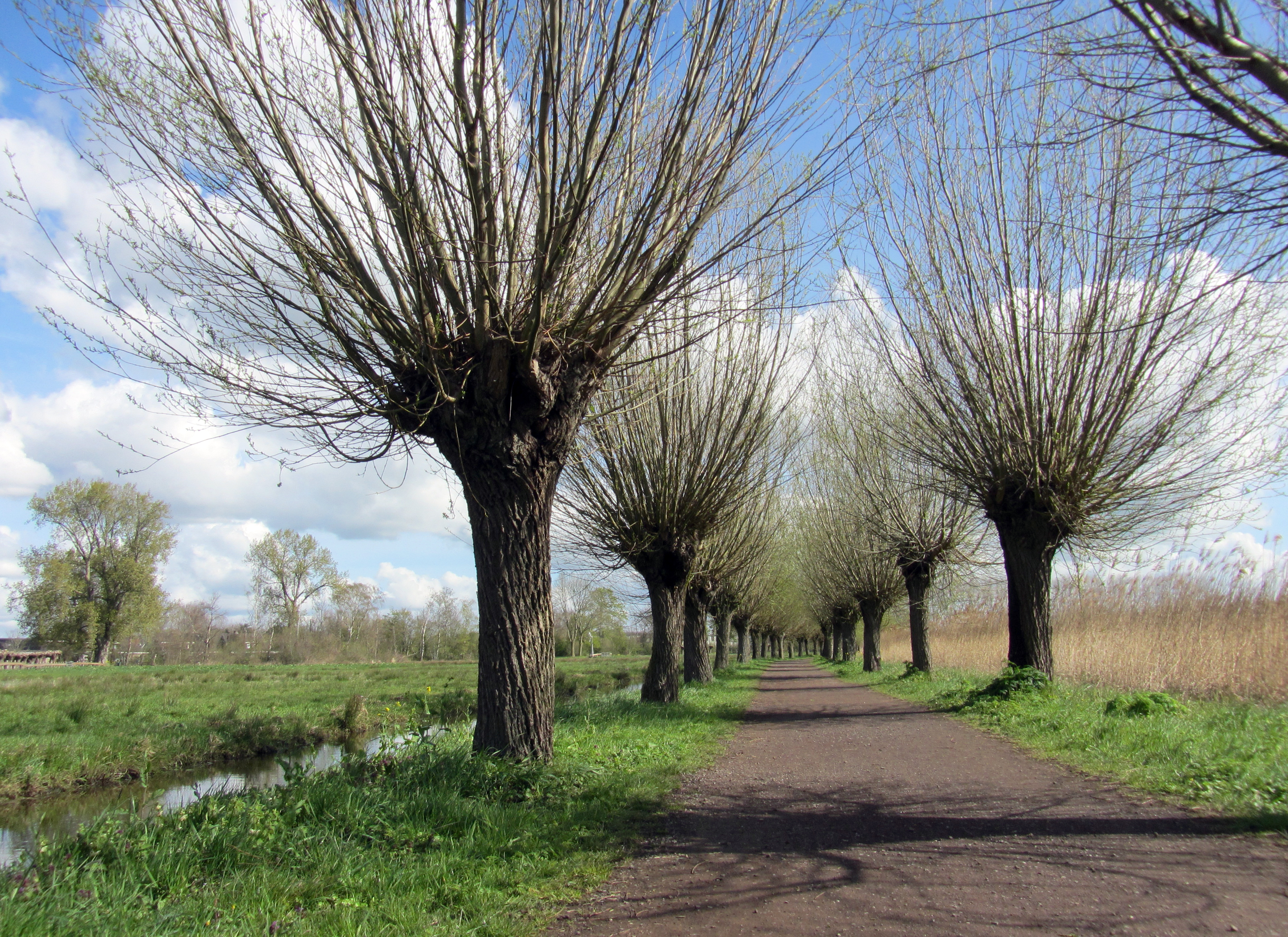
Bomenlaantje in de lente
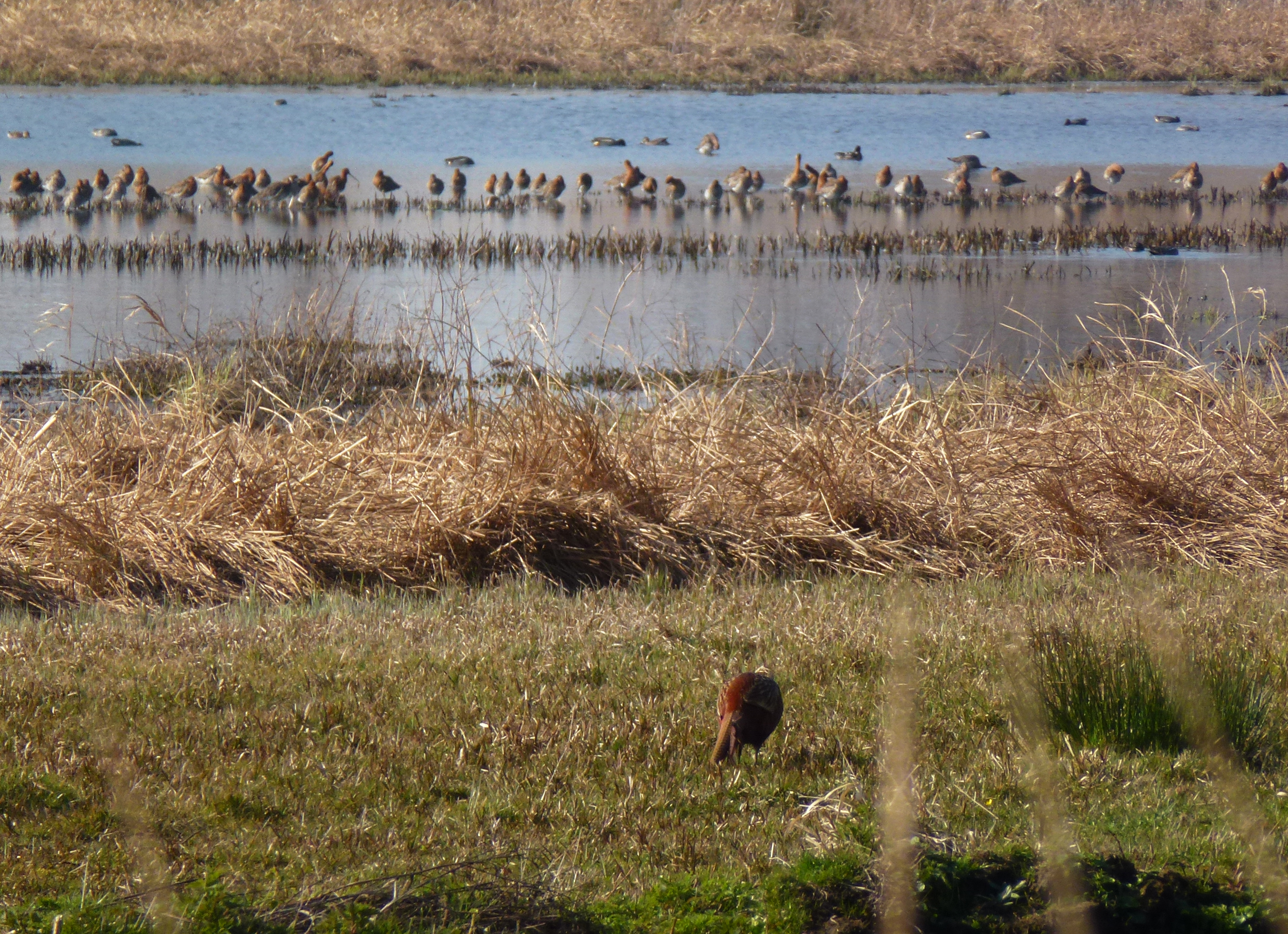
Vogels in rust
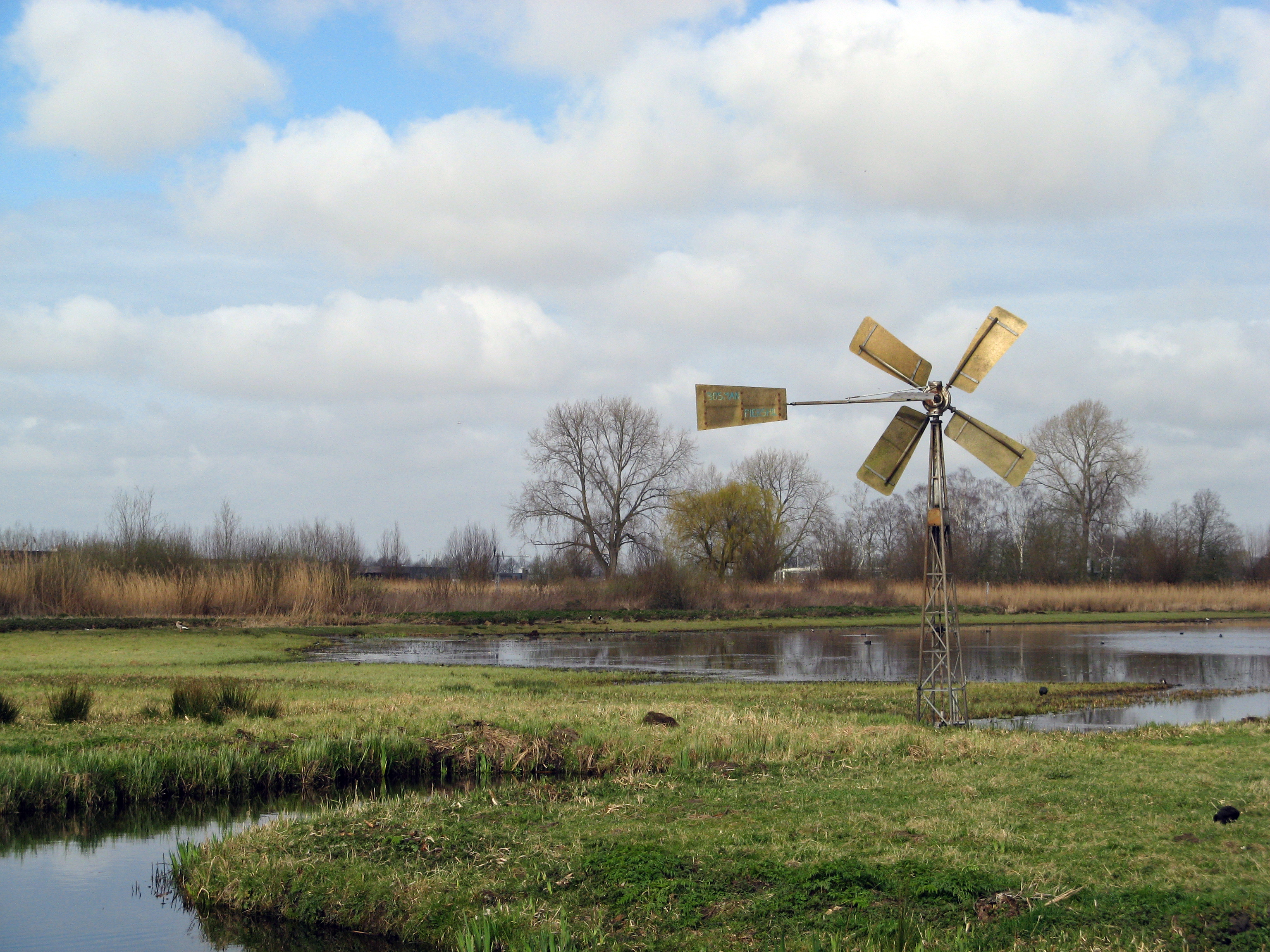
Plas-drasgebied
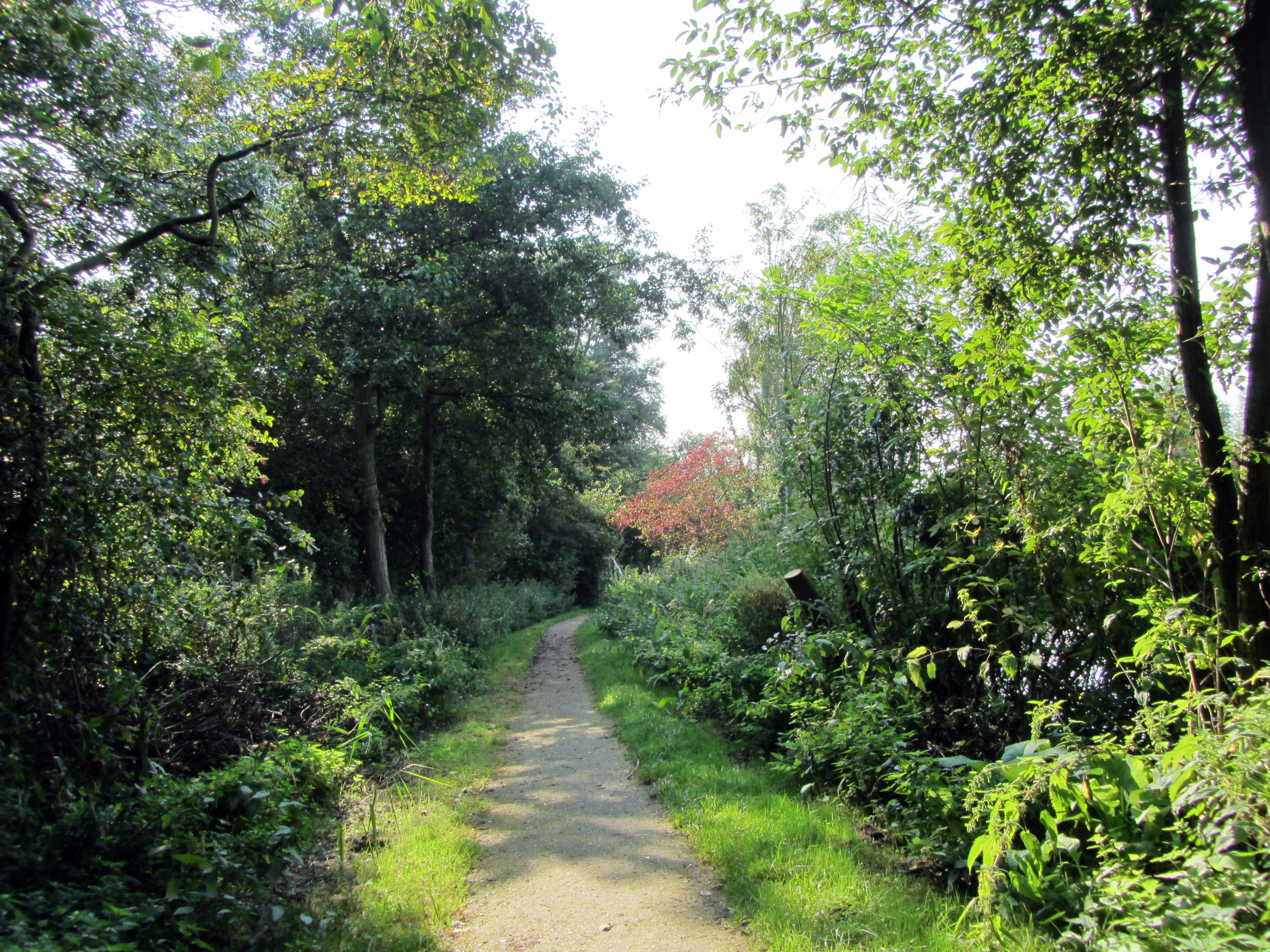
Smal wandelpad
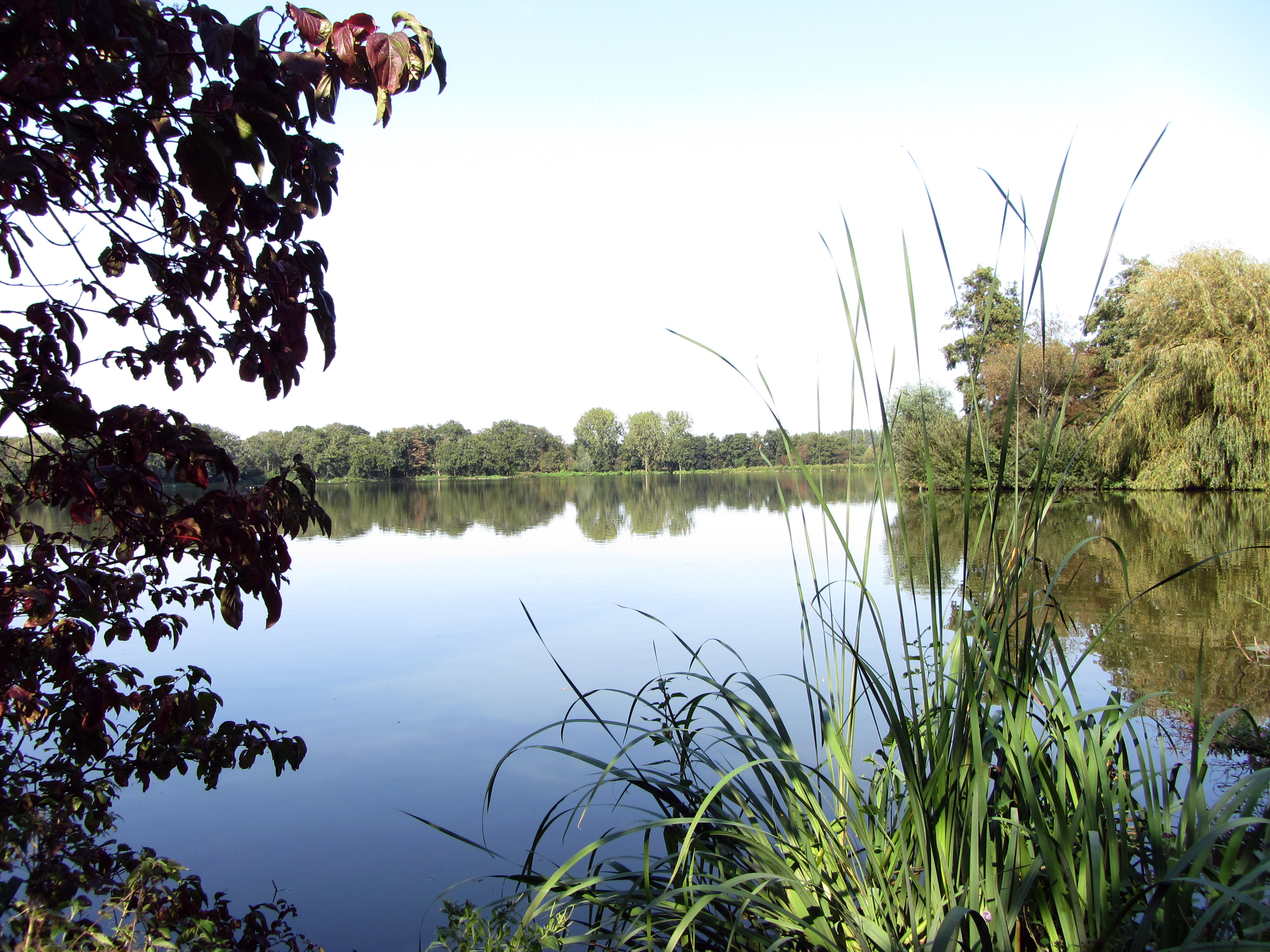
Gelijknamige veenplas
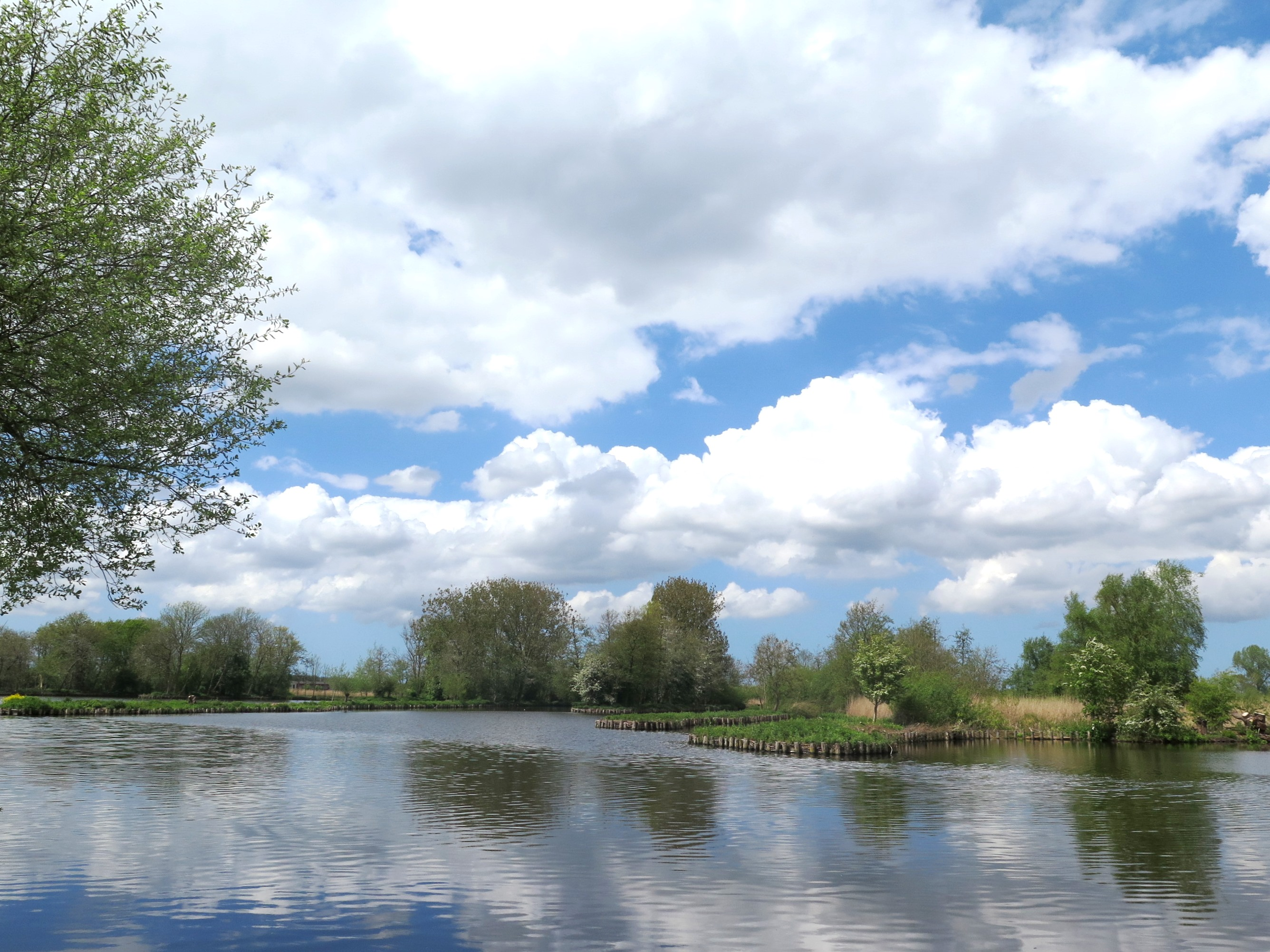
Gelijknamige veenplas
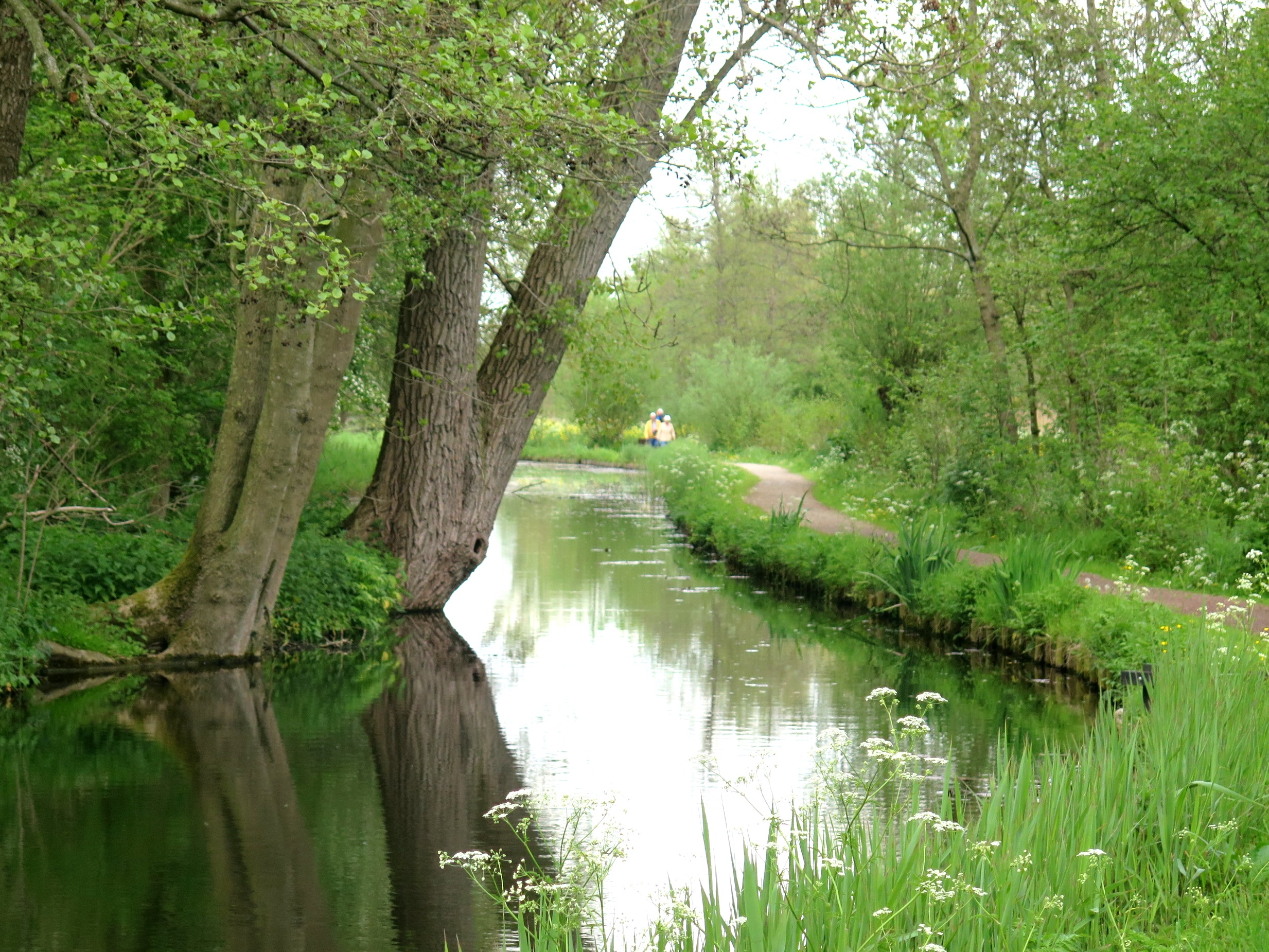
Wandel- en fietspad
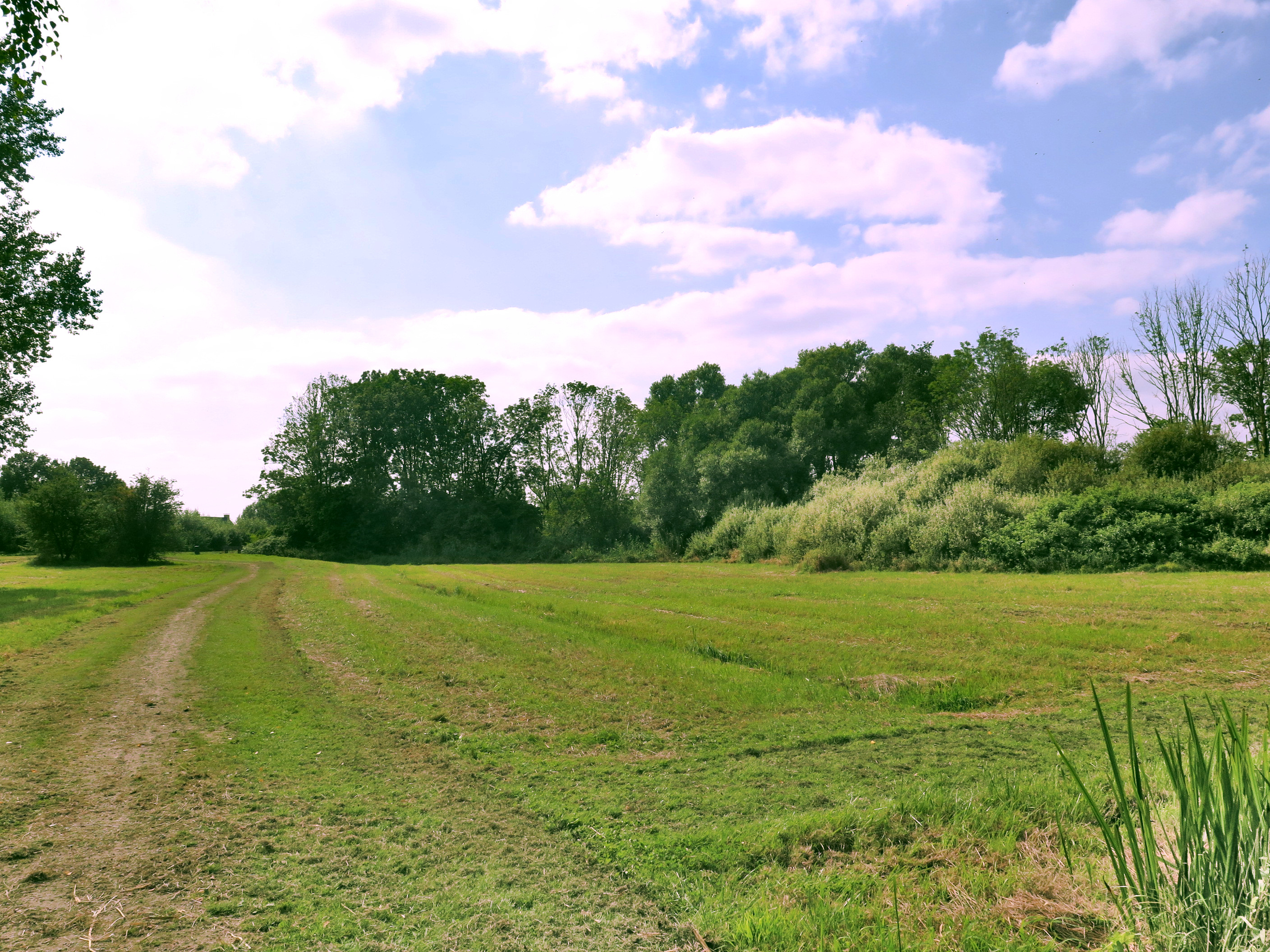
Deelgebied Noord-Oost
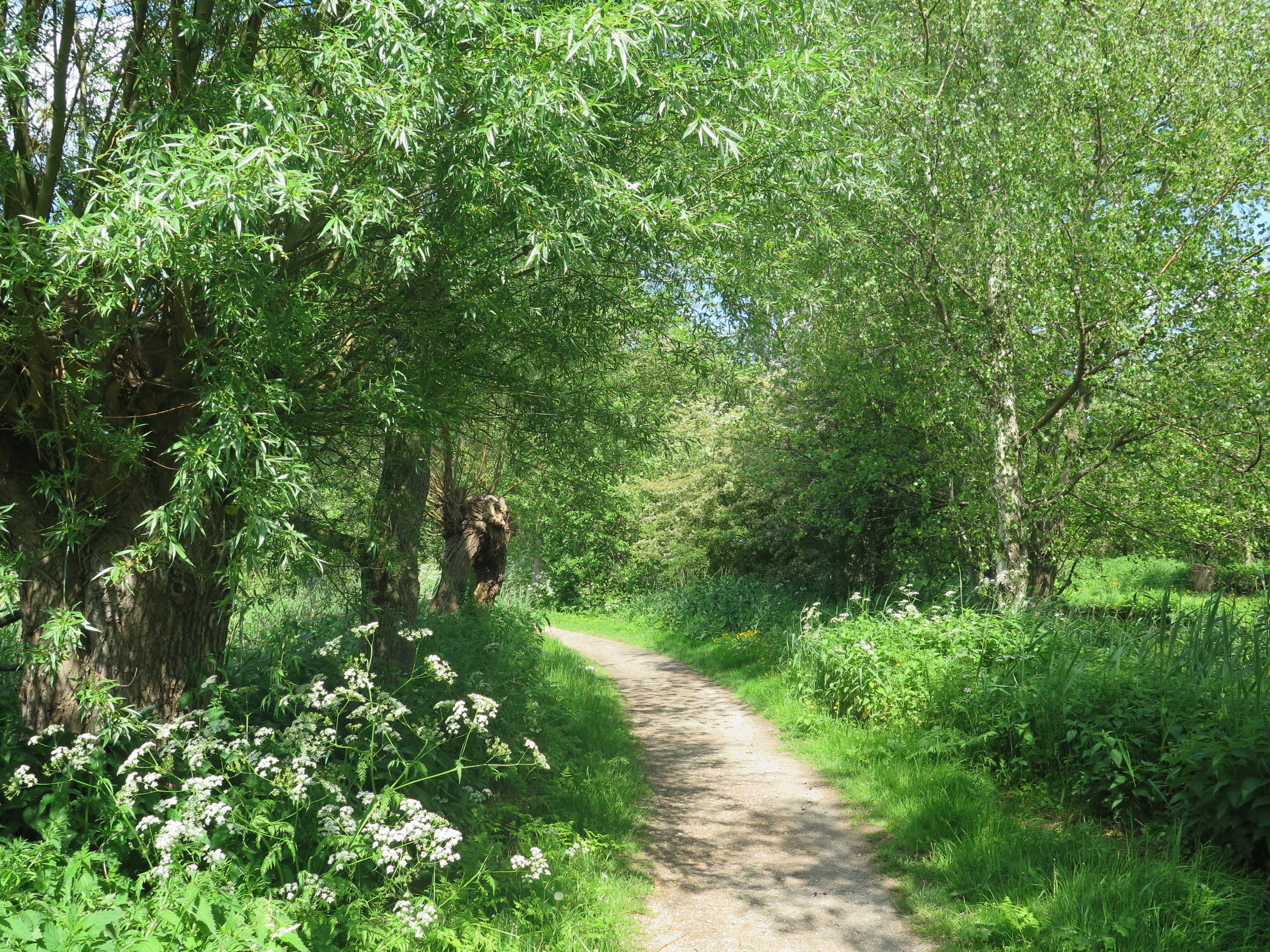
Wandelpad
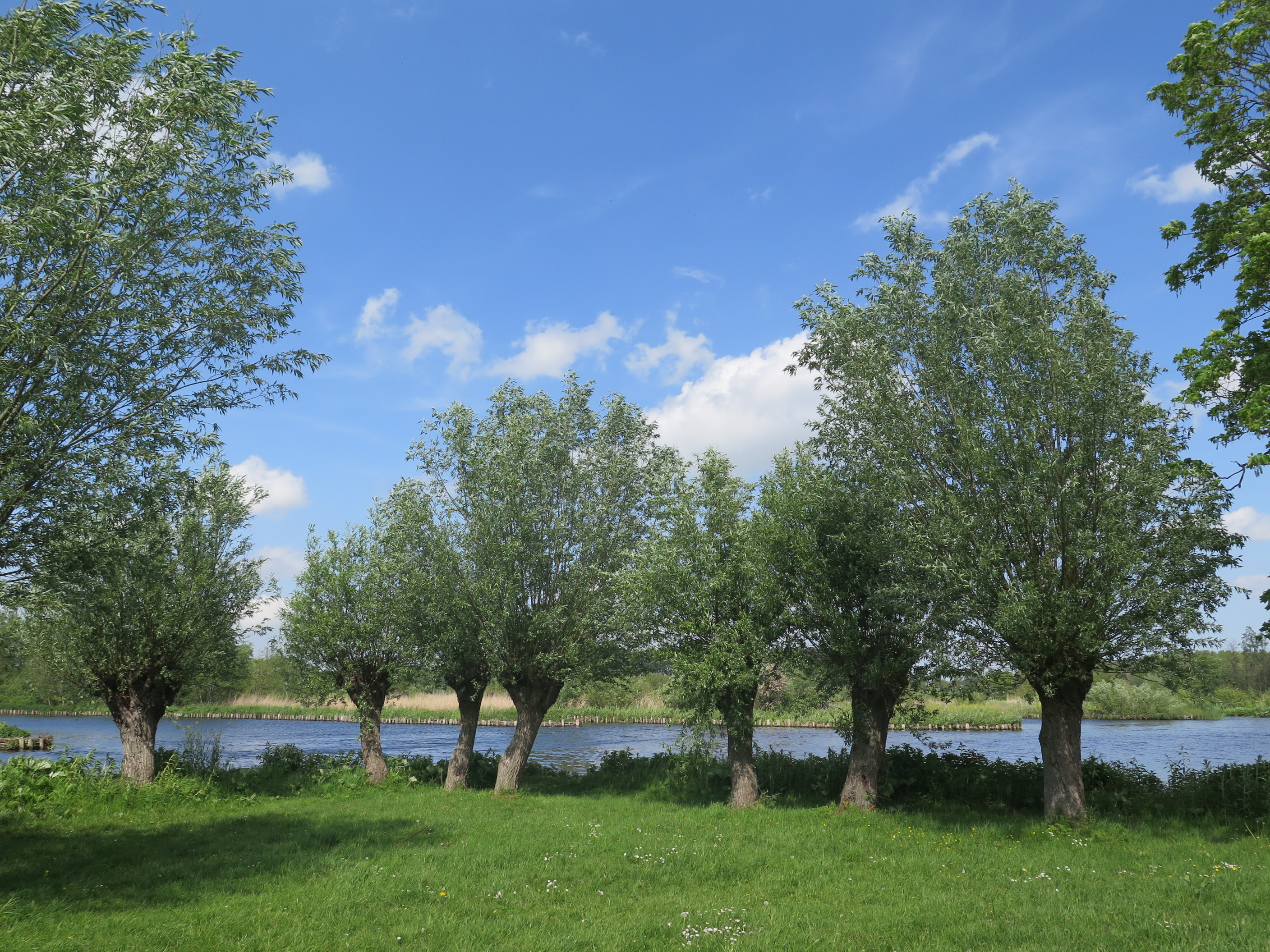
Wilgenbomen
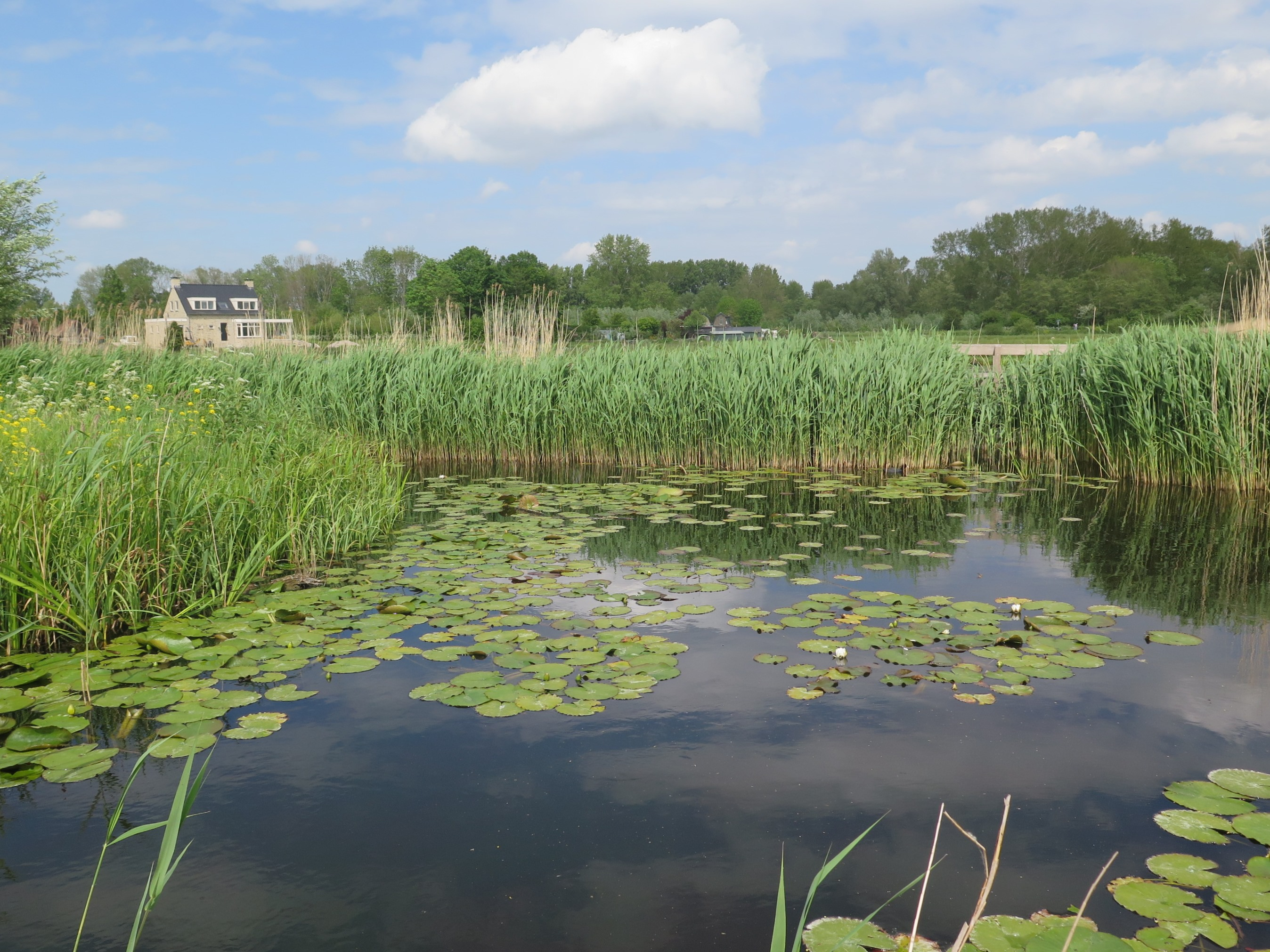
Waterlelies
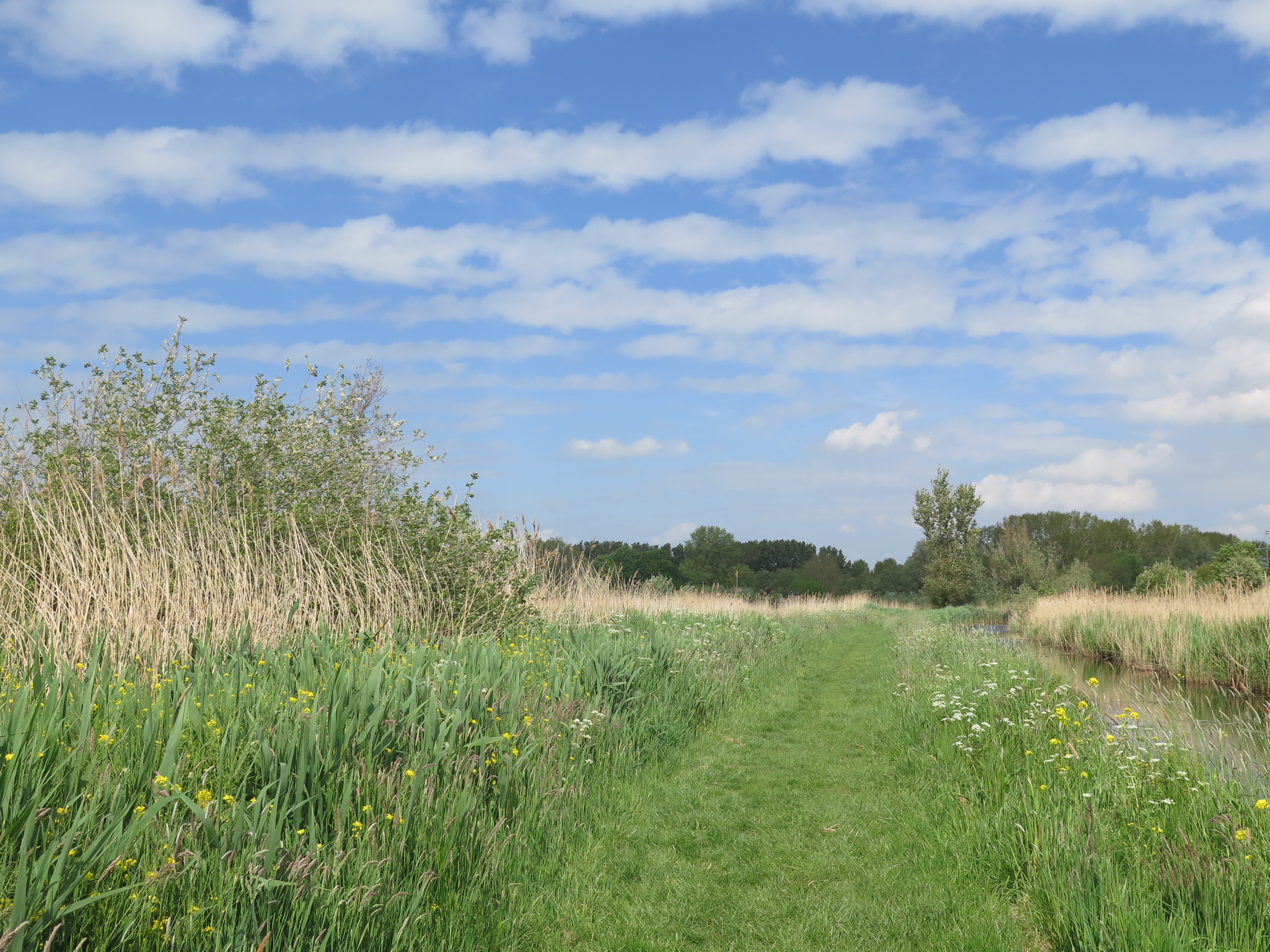
Graskade